# International Academy of Jazz Hall of Fame
Die International Academy of Jazz Hall of Fame ist 1977 ausgeschrieben worden, um an Jazzmusiker zu erinnern und zu ehren, die sich besonders um den Jazz verdient gemacht haben. Es war damals die erste Hall of Fame, die von einer Hauptuniversität eingerichtet wurden, u. a. von dem Musiker Nathan Davis.
Seit 1984 ist diese Hall of Fame auf Dauer an der University of Pittsburgh untergebracht. Jedes Jahr werden neue Jazzmusiker aufgenommen, nach einer weltweiten Abstimmung unter Jazzkritikern, Autoren, Musiker un Komponisten. Auch der deutsche Jazzkritiker und Historiker Joachim-Ernst Berendt gehörte diesem Gremium an.
Bis 2009 sind in der Hall of Fame aufgenommen worden:
- 1978: Louis Armstrong, Duke Ellington, Art Tatum
- 1979: Billie Holiday, Charlie Parker
- 1980: Erroll Garner, Thelonious Monk
- 1981: John Coltrane, Dizzy Gillespie
- 1982: Roy Eldridge, Lester Young
- 1983: Kenny Clarke, Miles Davis, Coleman Hawkins
- 1984: Sonny Rollins, Earl Hines
- 1985: Charlie Christian, Billy Strayhorn, Art Blakey
- 1986: Count Basie, Benny Carter
- 1987: Max Roach, Charles Mingus
- 1988: Dexter Gordon, Bud Powell
- 1989: Lionel Hampton, Gil Evans
- 1990: Stan Getz, Sarah Vaughan
- 1991: Clark Terry, Bill Evans
- 1992: Ella Fitzgerald, Benny Goodman
- 1993: Roy Haynes, Bix Beiderbecke
- 1994: J. J. Johnson, Jimmy Blanton
- 1995: Illinois Jacquet, Stephane Grappelli, Mary Lou Williams
- 1996: Oscar Peterson, Clifford Brown
- 1997: Horace Silver, Sidney Bechet, Johnny Hodges
- 1998: Ray Brown, Django Reinhardt
- 1999: Milt Jackson, Betty Carter
- 2000: Lucky Thompson, Fats Waller
- 2001: Johnny Griffin, John Lewis
- 2002: Toots Thielemans, Nat King Cole
- 2003: Hank Jones, Fletcher Henderson, Zoot Sims
- 2004: Ornette Coleman, Elvin Jones
- 2005: James Moody, Chet Baker
- 2006: Ahmad Jamal, Jo Jones
- 2007: Wayne Shorter, Joe Zawinul
- 2008: Dave Brubeck, Teddy Wilson
- 2009: Benny Golson, Wes Montgomery

## Quelle
- International Jazz Archives Journal, University of Pittsburgh, International Academy of Jazz Hall of Fame, Vol. III No. 3, Herbst 2009–2010